# Castrolibero
Castrolibero község (comune) Olaszország Calabria régiójában, Cosenza megyében.

## Fekvése
A megye központi részén fekszik. Határai: Cerisano, Cosenza, Marano Marchesato, Marano Principato, Mendicino és Rende.

## Népessége
A népesség számának alakulása:

## Főbb látnivalói
- San Giovanni Battista-templom
- San Francesco di Paola-templom